# Северный полюс

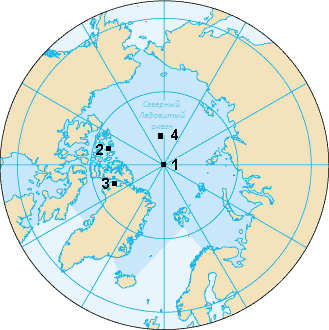
1 — Северный полюс.
2 — Северный магнитный полюс.
3 — Северный геомагнитный полюс.
4 — Северный полюс недоступности

Се́верный по́люс, или географи́ческий Северный полюс — точка пересечения оси вращения Земли с её поверхностью в Северном полушарии. Находится в центральной части Северного Ледовитого океана. Северный полюс не следует путать с Северным магнитным полюсом.
Северный полюс диаметрально противоположен Южному полюсу, расположенному на суше. Любая другая точка поверхности Земли по отношению к Северному полюсу всегда находится в южном направлении. Географические координаты Северного полюса: 90°00′00″ северной широты; долготы полюс не имеет, так как является точкой схождения всех меридианов. Северный полюс также не относится к какому-либо часовому поясу. Полярный день, как и полярная ночь, здесь продолжается приблизительно по полгода.
Глубина океана на Северном полюсе составляет 4261 метр (по измерениям глубоководного аппарата «Мир» в 2007 году) или 4087 метров (по измерениям американской подводной лодки «Наутилус» в 1958 году).
Ближайшим участком суши к Северному полюсу считается либо остров Каффеклуббен, либо остров ATOW1996; а ближайшим населённым пунктом — поселение Алерт на острове Элсмир (территория Нунавут, Канада) в 817 километрах от Северного полюса.
Средняя температура воздуха на Северном полюсе зимой — около −40 °C, летом — преимущественно около 0 °C.

## История покорения

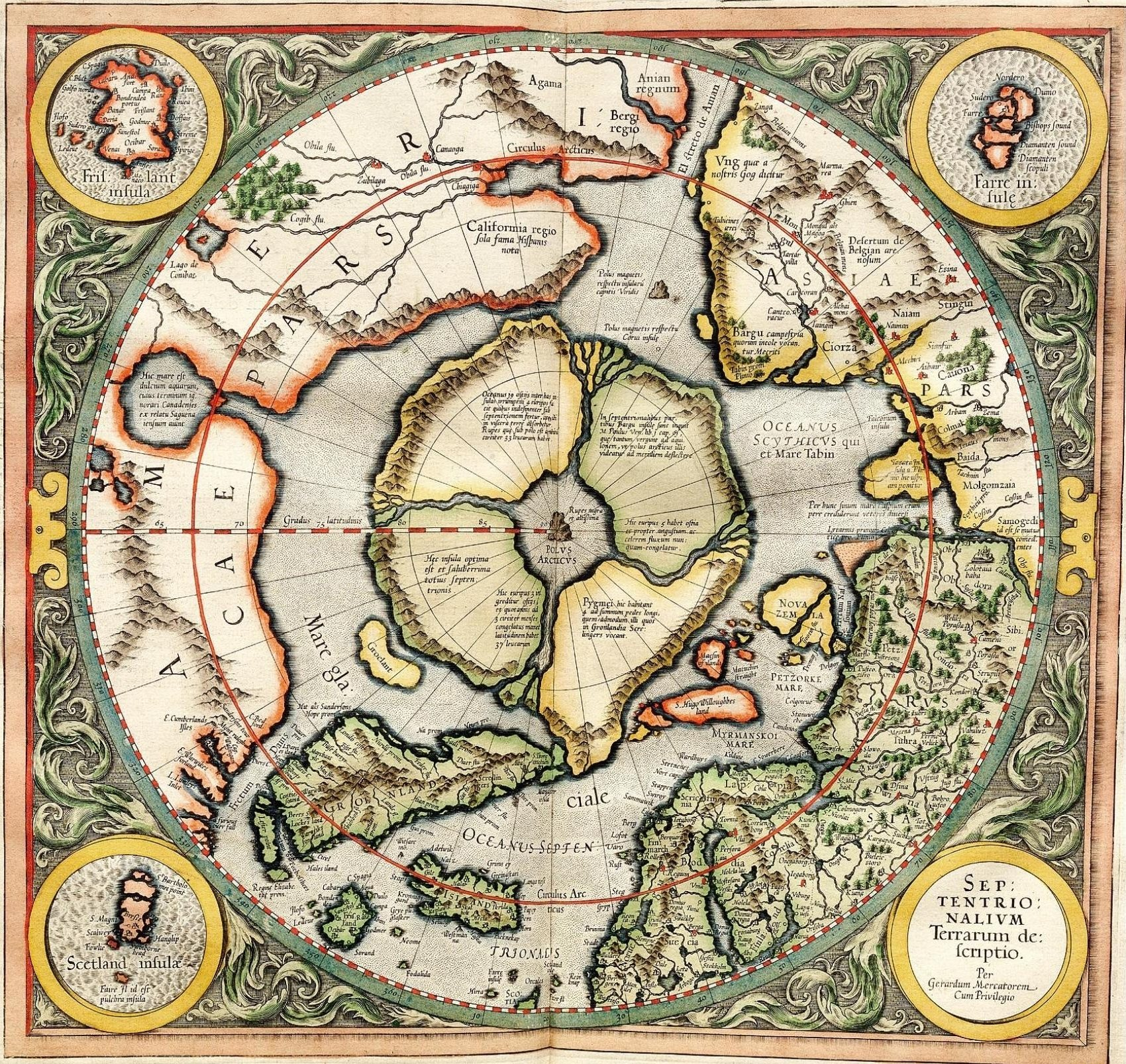
Северный полюс на карте Герарда Меркатора (1595 год)

Во множестве античных культур Земля считалась плоской, однако уже древнегреческие философы, в частности Пифагор, в VI веке до нашей эры начали высказывать предположения о сферической форме Земли. В IV веке до нашей эры два представителя пифагорейской школы — Гикет и Экфант, первыми объяснили суточное вращение небосвода вращением Земли вокруг своей оси.
Термин «Северный полюс» для обозначения точки, в которой ось вращения Земли пересекает её поверхность в Северном полушарии, впервые встречается в середине XV века. До этого, в конце XIV века, письменные источники упоминали её как «Арктический полюс» (Polus Arcticus).
Уже в XV веке Мартин Бехайм и другие географы правильно полагали, что Северный полюс расположен в море. Некоторые географы, например Герард Меркатор, в XVI веке даже составляли карты арктического региона на основании имеющихся у них представлений, с указанием Северного полюса в центре.

### До 1900 года
Проблема достижения Северного полюса впервые возникла в XVII веке в связи с необходимостью поиска кратчайшего пути из Европы в Китай. Тогда же возникла легенда о том, что во время полярного дня в районе Северного полюса существует свободное ото льда море. Первую попытку достичь этого моря совершил в 1607 году английский мореплаватель Генри Гудзон, экспедицию которого финансировала «Московская компания». Добравшись до восточного берега Гренландии, Гудзон был остановлен льдами. Пробираясь вдоль кромки пака на восток, команда достигла архипелага Шпицберген, но не смогла продвинуться севернее 80°23' с. ш.
Михаил Ломоносов теоретически обосновал возможность достичь Северного полюса морским путём. Из поморских легенд он сделал вывод, что сильные ветра отгоняют ледовые поля от северного побережья Шпицбергена, и открывают свободное море. По указу Екатерины II в 1765 и 1766 годах адмирал Василий Чичагов дважды пытался продвинуться севернее Шпицбергена, но достиг только 80°30' с. ш.
В 1773 году британская экспедиция барона Константина Фиппса у Шпицбергена достигла 80°48' с. ш. В 1818 году отряд британских кораблей, одним из которых командовал Джон Франклин, не сумел преодолеть отметки 80°34' с. ш. После этого на долгое время идея достижения Северного полюса на корабле была оставлена.
Одной из первых экспедиций, попытавшейся достичь Северного полюса, используя другие методы, стала британская экспедиция Уильяма Парри в 1827 году. Получив необходимые средства от Британского Адмиралтейства, экспедиция Парри в марте 1827 года отплыла из Англии на судне «Хекла», доставившем её на Шпицберген. Отсюда отряд Парри на двух лодках, снабжённых полозьями для передвижения по льду, отправился на север и 23 июля достиг 82°45' с. ш., установив рекорд, продержавшийся следующие полвека. Одним из членов отряда Парри был Джеймс Росс, будущий первооткрыватель Северного магнитного полюса.
Другой попыткой достижения Северного полюса стала Британская арктическая экспедиция 1875—1876 годов, под руководством Джорджа Нэрса, которая двигалась к полюсу со стороны пролива Смита на кораблях «Алерт» и «Дискавери». Часть экспедиции, на санях, в которые были впряжены люди, под руководством Альберта Маркема (англ. Albert Markham) 12 мая 1876 года достигла рекордных 83°20’26" с. ш., прежде чем повернуть назад.
В 1882 году участники отряда Локвуда из состава Арктической экспедиции Грили передвинули рекордную отметку ещё на 4’ дальше — вплоть до 83°24’ с. ш.
Американская экспедиция Джорджа Де-Лонга 8 июля 1879 года отплыла на барке «Жаннетта» из Сан-Франциско с намерением достичь Северного полюса через Берингов пролив. Однако недалеко от острова Врангеля в Северном Ледовитом океане их корабль был окружён льдами. Следующий 21 месяц вмёрзший в лёд корабль дрейфовал на северо-запад, постепенно приближаясь к Северному полюсу. 12 июня 1881 года «Жаннетта» не выдержала давление льда, дала течь и затонула на 77°15′ с. ш. 154°59′ в. д. Команда сумела спастись и, таща на санях по льду шлюпки с продовольствием, достигла Новосибирских островов. Оттуда 12 сентября 1881 года команда попыталась на трёх шлюпках доплыть до материка. В результате шторма одна шлюпка с экипажем затонула. Две другие добрались до берега, но были разделены штормом. Экипаж шлюпки под командой судового механика Джорджа Мельвилля был подобран местными якутами в устье реки Лены. Группа Де-Лонга, высадившаяся на другом берегу устья, попыталась найти поселение, отправившись в долгий путь по тундре вглубь материка, но лишь двое из 14 человек смогли добраться до людей. Остальные, включая Де-Лонга, умерли, один за другим, от голода и измождения.

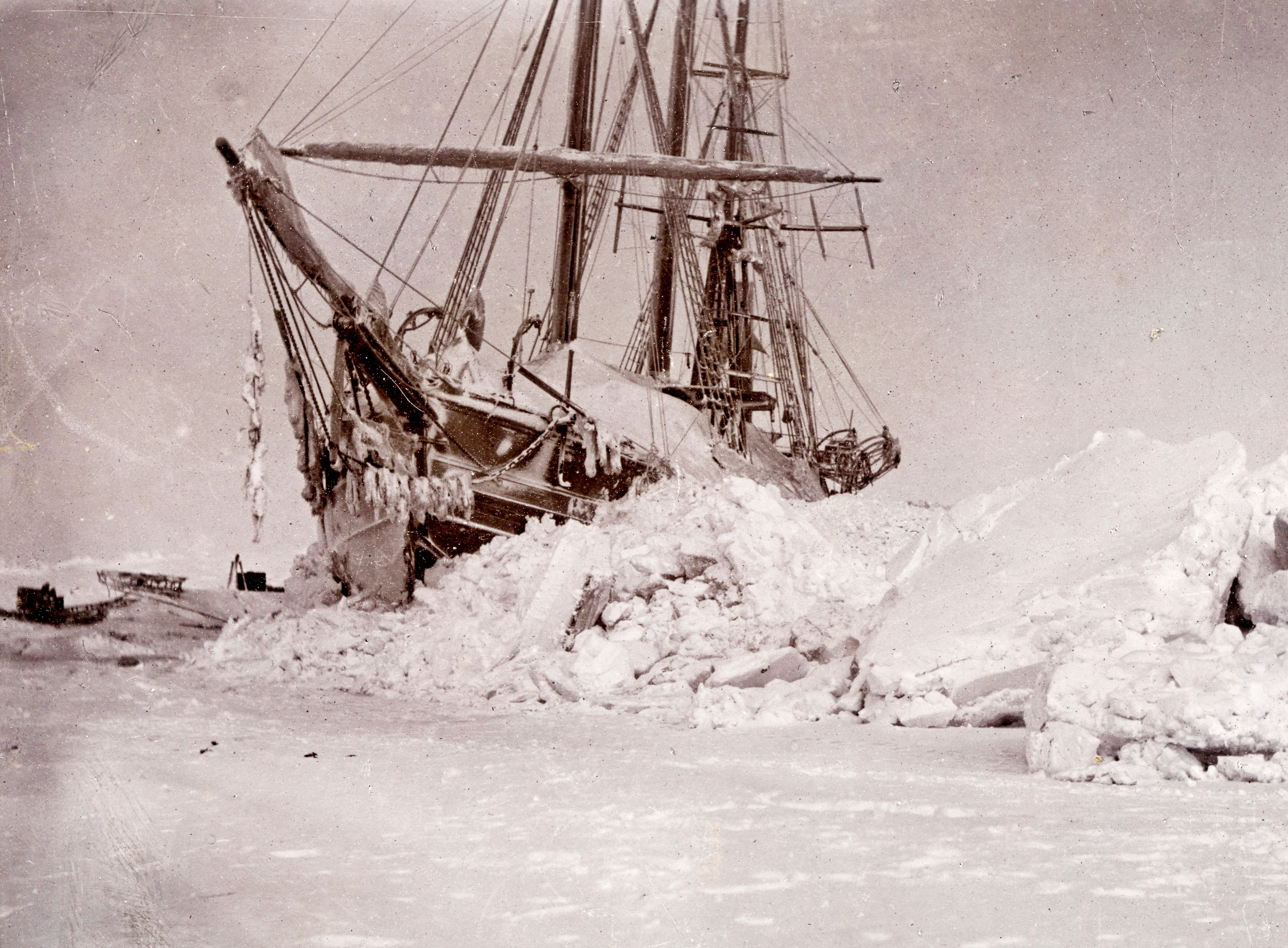
Корабль Нансена «Фрам» во льдах Арктики (1895 год)

В 1884 году остатки снаряжения с «Жаннетты» были найдены вмёрзшими в лёд в окрестностях Какортока на юге Гренландии, в тысячах километрах от места крушения. Метеоролог Хенрик Мон на основании этой находки высказал предположение о существовании течения в Северном Ледовитом океане, которое переносит лёд с востока на запад, от сибирского побережья к американскому. Норвежский исследователь Фритьоф Нансен заинтересовался идеей достичь Северного полюса с помощью этого течения на вмёрзшем в лёд корабле. Для этого Нансен организовал Норвежскую полярную экспедицию на корабле «Фрам». «Фрам» был построен, по заказу Нансена, специально для дрейфа во льдах — корпус корабля был укреплён и в поперечном сечении был округлым, как яйцо. Лёд, сдавливая «Фрам» по бокам, не ломал судно, а постепенно «выжимал» его наверх, на поверхность. 24 июня 1893 года «Фрам» покинул Кристианию. Пройдя по Северному морскому пути, 28 сентября корабль достиг ледового поля у Новосибирских островов и лёг в дрейф. 14 марта 1895 года, когда «Фрам» достиг 84°4' с. ш., Нансен и Ялмар Йохансен покинули корабль, решив продолжить путь к Северному полюсу на лыжах. Нансен рассчитывал преодолеть 660 км до полюса за 50 дней, а оттуда направиться к Земле Франца-Иосифа. Провизию на 120 дней пути они загрузили на три собачьи упряжки. Первоначально лёд был довольно ровный, и исследователи могли быстро передвигаться вперёд. Но постепенно ландшафт становился всё более неровным, значительно замедляя скорость их продвижения. 7 апреля пара достигла 86°14' с. ш. Дальнейший путь, насколько они могли его видеть, состоял из нагромождений льда. Осознавая, что им не хватит продовольствия, чтобы достигнуть Северного полюса и вернуться обратно, пара отказалась от дальнейшей попытки и повернула на юг, в конечном счёте достигнув Земли Франца-Иосифа.
Итальянская арктическая экспедиция принца Савойского Луиджи Амедео в 1899 году отплыла на переоборудованном китобойном судне «Полярная звезда» из Норвегии. Они планировали достичь Земли Франца-Иосифа, разбить там лагерь, провести в нём полярную зиму, а в конце зимы — отправиться по льду на собачьих упряжках к Северному полюсу. Во время зимовки в лагере, в результате обморожения, принц потерял два пальца и поэтому уже не мог лично участвовать в походе на полюс. 11 марта 1900 года группа под руководством капитана Умберто Каньи направилась к Северному полюсу. Из-за больших трудностей (включая гибель трёх человек из вспомогательной партии) четверо полярников отряда Каньи начали осознавать, что не смогут достичь полюса. Всё, что они могли сделать, — лишь пройти как можно дальше на север, установить флаг и повернуть назад, когда количество пищи в их распоряжении будет едва хватать на обратный путь. 25 апреля группа Каньи достигла рекордных 86°34' с. ш., что было на 35 км севернее рекорда Нансена и Йохансена, и с трудом смогла вернуться обратно к кораблю два месяца спустя, 23 июня, через двенадцать дней после того, как у них должны были закончиться все продукты.
Экспедиции к Северному полюсу приобрели такую большую известность, что в английском языке даже появился термин «Farthest North», означавший самую северную широту, достигнутую экспедициями в их пути к Северному полюсу. Однако помимо экспедиций к Северному полюсу, в Арктику также отправлялись и экспедиции, ставившие перед собой другие цели — например, пройти по Северо-Западному проходу или по Северному морскому пути. Опыт, приобретённый в результате этих экспедиций, оказался очень полезен и для экспедиций к Северному полюсу.

### 1900—1940 годы

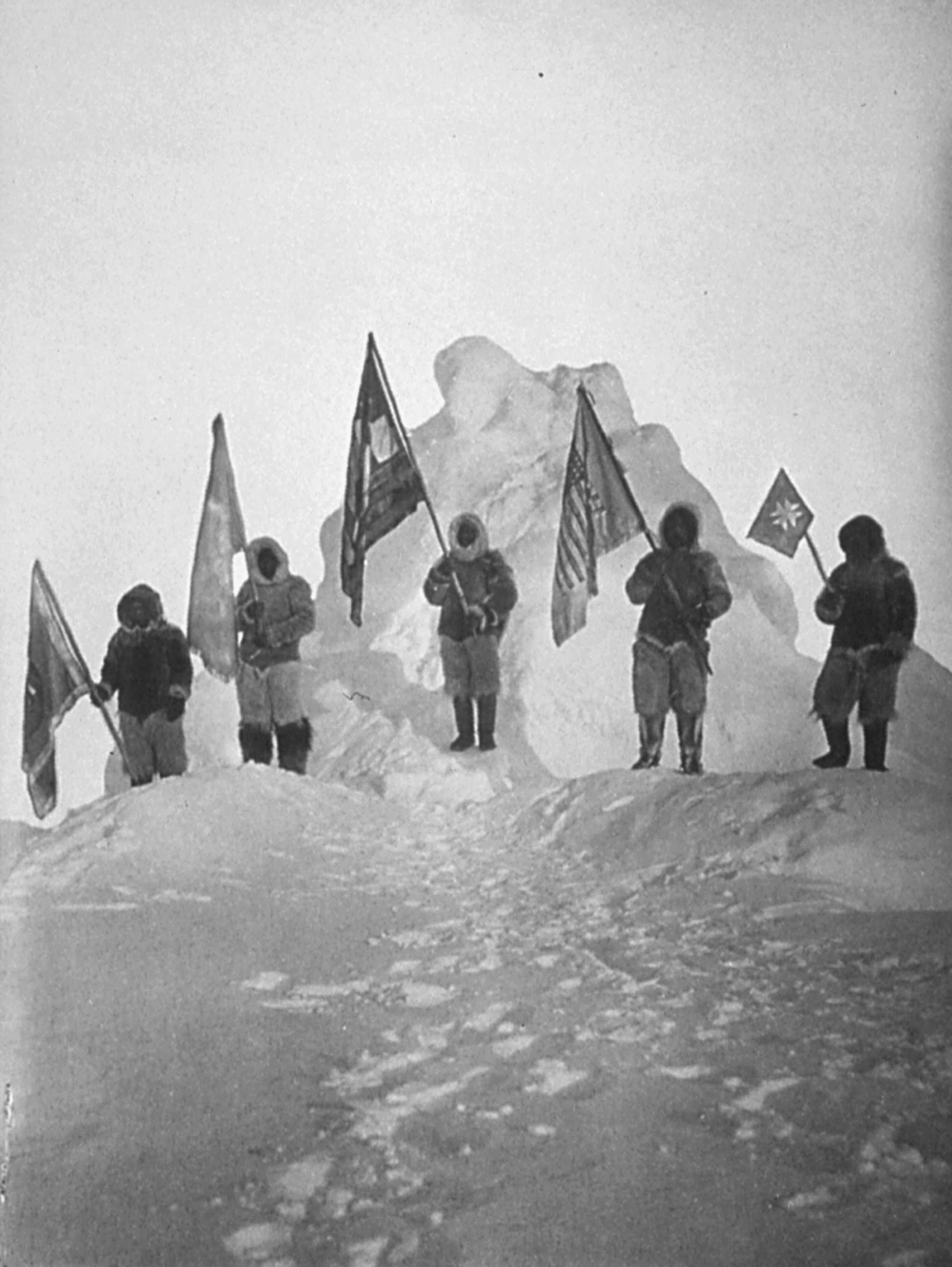
Отряд Пири на «Северном полюсе» (1909 год)

Американский исследователь Фредерик Кук заявил о том, что первым достиг Северного полюса 21 апреля 1908 года, вместе с двумя эскимосами Авелой (Ahwellah) и Этукишуком (Etukishook), двигаясь на собачьих упряжках. Однако он не смог представить убедительных доказательств, и его заявления не были широко приняты общественностью.
Покорение Северного полюса долгое время приписывалось американскому инженеру Роберту Пири, который заявлял, что достиг Северного полюса 6 апреля 1909 года в сопровождении афроамериканца Мэтью Хенсона и четырёх эскимосов Ута (Ootah), Эгингва (Egingwah), Сиглу (Seegloo) и Укеа (Ooqueah). Однако позже заявление Пири также было подвергнуто сомнению. Так, некоторые исследователи отметили, что в отряде, отобранном Пири для последнего отрезка пути до Северного полюса (246 км), не было никого, помимо него, обладавшего навигационными навыками и способного независимо подтвердить (или опровергнуть) утверждения Пири. Также вызывал сомнение хронометраж похода. Средняя скорость экспедиции Пири от континента до лагеря Бартлетт составляла 17 км в день, а, по утверждениям Пири, после выхода из лагеря Бартлетт его отряд смог преодолеть 246 км до Северного полюса за пять дней, преодолевая ежедневно в среднем по 50 км, что в три раза превышало среднюю скорость, с которой экспедиция двигалась до сих пор. На обратный путь у них ушло ещё меньше — три дня, то есть отряд Пири должен был двигаться с полюса со скоростью более 80 км в день, что многие исследователи посчитали невероятным.
Сомнения в достижениях Кука и Пири побудили Руаля Амундсена в его экспедиции к Южному полюсу в 1911 году включить в финальную партию из пяти человек четырёх профессиональных навигаторов, проводивших тщательные и независимые друг от друга наблюдения с помощью компаса, секстантов и теодолитов.
Первой русской экспедицией к Северному полюсу считается экспедиция Георгия Седова в 1912—1914 годах. Плохо подготовленная экспедиция была вынуждена провести две зимовки в Арктике на борту шхуны «Михаил Суворин» («Святой великомученик Фока»). 2 февраля 1914 года больной цингой Седов, вместе с матросами Григорием Линником и Александром Пустошным, на трёх собачьих упряжках вышли по льду из бухты Тихой к полюсу. Уже через неделю Седов не мог идти дальше, но приказал привязать себя к нартам, чтобы продолжить поход. 20 февраля, пройдя чуть более ста из более чем двух тысяч километров до полюса, Седов скончался среди льдов вблизи острова Рудольфа. Его спутники похоронили тело на острове и отправились в обратный путь. Одна из собак Седова, по кличке Фрам, осталась на могиле хозяина.
Первыми людьми, задокументированно видевшими Северный полюс, стали участники первого в истории трансполярного перелета на дирижабле «Норвегия» под руководством Амундсена, американца Линкольна Элсуорта и итальянца Умберто Нобиле в 1926 году. В 1930-е годы первый в мире самолёт пролетел в 30 километрах от Северного полюса («Фоккер»), а затем советский самолёт АНТ-7 первым в истории авиации долетел до полюса.
21 мая 1937 года при помощи самолёта АНТ-6 в районе Северного полюса (в момент высадки примерно в 30 километрах) была организована первая научно-исследовательская дрейфующая станция «Северный полюс-1» (СССР) под руководством Ивана Папанина. Участники экспедиции океанограф Пётр Ширшов, метеоролог Евгений Фёдоров, радист Эрнст Кренкель и руководитель Иван Папанин в течение девяти месяцев вели научные наблюдения на станции. За это время она прошла в результате дрейфа 2850 км до восточного побережья Гренландии, откуда 19 февраля 1938 года полярников сняли ледоколы «Таймыр» и «Мурман».
Советский самолёт АНТ-25 с экипажем В. П. Чкалова впервые в истории авиации совершил трансполярный перелет, а затем ДБ-А первым из серийных самолётов перелетел через полюс. Вскоре после перелёта связь оборвалась; пилот Сигизмунд Леваневский погиб.

### 1940—2000 годы
В 1941 году самолёт АНТ-6 впервые долетел до Полюса Недоступности в Арктике.
Первыми людьми, достигшими Северного полюса (чьё достижение не было подвергнуто сомнению), стали участники советской Высокоширотной воздушной экспедиции «Север-2» под руководством начальника Главсевморпути Александра Кузнецова и в составе Павла Гордиенко, Павла Сенько, Михаила Сомова, Михаила Острекина и других. 23 апреля 1948 года, вылетев на трёх самолётах с о. Котельный, они приземлились (приледнились) в 16:44 (моск. вр.) практически на точку 90°00’00" северной широты. Они установили временный лагерь на Северном полюсе и в течение следующих двух дней вели научные наблюдения. 26 апреля исследователи вылетели обратно на континент.
Через год, 9 мая 1949 года, два советских учёных, Виталий Волович и Андрей Медведев, совершили первый прыжок с парашютом на Северный полюс.

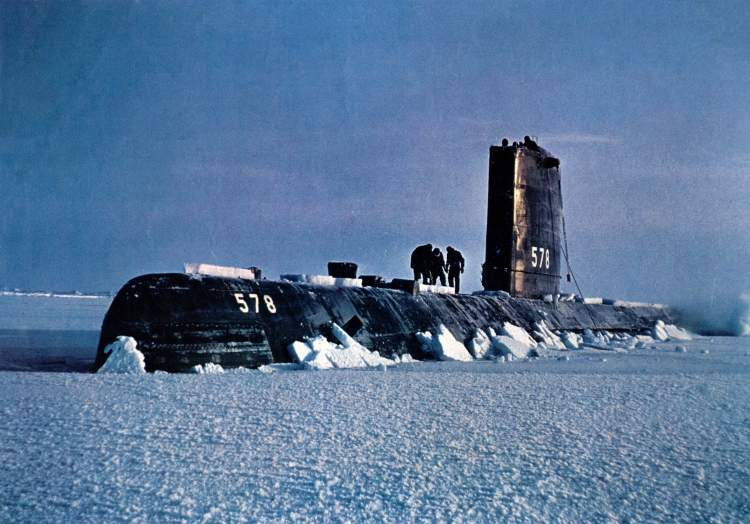
Атомная подводная лодка «Скейт» (США) на Северном полюсе в 1959 году

3 августа 1958 года атомная подводная лодка «Nautilus» (США) стала первым кораблём, достигшим Северного полюса (под водой). Другая американская атомная подводная лодка, «Skate», всплыла на полюсе 17 марта 1959 года, став первым кораблём на поверхности воды на Северном полюсе. 17 июля 1962 года советская атомная подводная лодка «Ленинский комсомол» проекта 627 «Кит» стала первой советской и первой в мире безусловно серийной подлодкой, достигшей Северного полюса.
Первыми людьми, совершившими доказанное путешествие по суше от континента до Северного полюса, стали участники американской экспедиции Ральфа Плейстеда, в которую входили Уолтер Педерсон (англ. Walter Pederson), Джеральд Пицзл (англ. Gerald Pitzl) и Жан-Люк Бомбардье (фр. Jean-Luc Bombardier). Они достигли Северного полюса на усовершенствованных Плейстедом снегоходах фирмы Bombardier 19 апреля 1968 года. Их экспедиция, от старта на одном из островов вблизи о. Элсмир (Канада) до финиша на Северном полюсе, заняла 42 дня. По пути топливо и припасы им сбрасывались с самолёта.
Первыми, достигшими Северного полюса без использования моторного транспорта, стали участники Британской трансарктической экспедиции под руководством Уолтера Герберта. Он, вместе с Роем Кёрнером, Алланом Джиллом (англ. Allan Gill) и Кеннетом Хеджесом (англ. Kenneth Hedges) достиг Северного полюса 6 апреля 1969 года, используя собачьи упряжки, а также припасы, сбрасываемые с самолётов. Всего их экспедиция преодолела более 5600 км от мыса Барроу до о. Западный Шпицберген через Северный полюс. Экспедиция началась 21 февраля 1968 года. В июле, пройдя 1900 км по дрейфующим льдам, участники экспедиции разбили лагерь, в котором вынуждены были остановиться из-за начавшегося таяния льдов. 4 сентября они возобновили путь, но вскоре вынуждены были вновь остановиться из-за травмы позвоночника, полученной Джиллом. В феврале следующего года, в конце полярной зимы, они смогли продолжить свой путь, достигнув Северного полюса через Полюс недоступности, и продолжили свой путь к Шпицбергену. Экспедиция завершилась 29 мая 1969 года и продолжалась 476 дней.

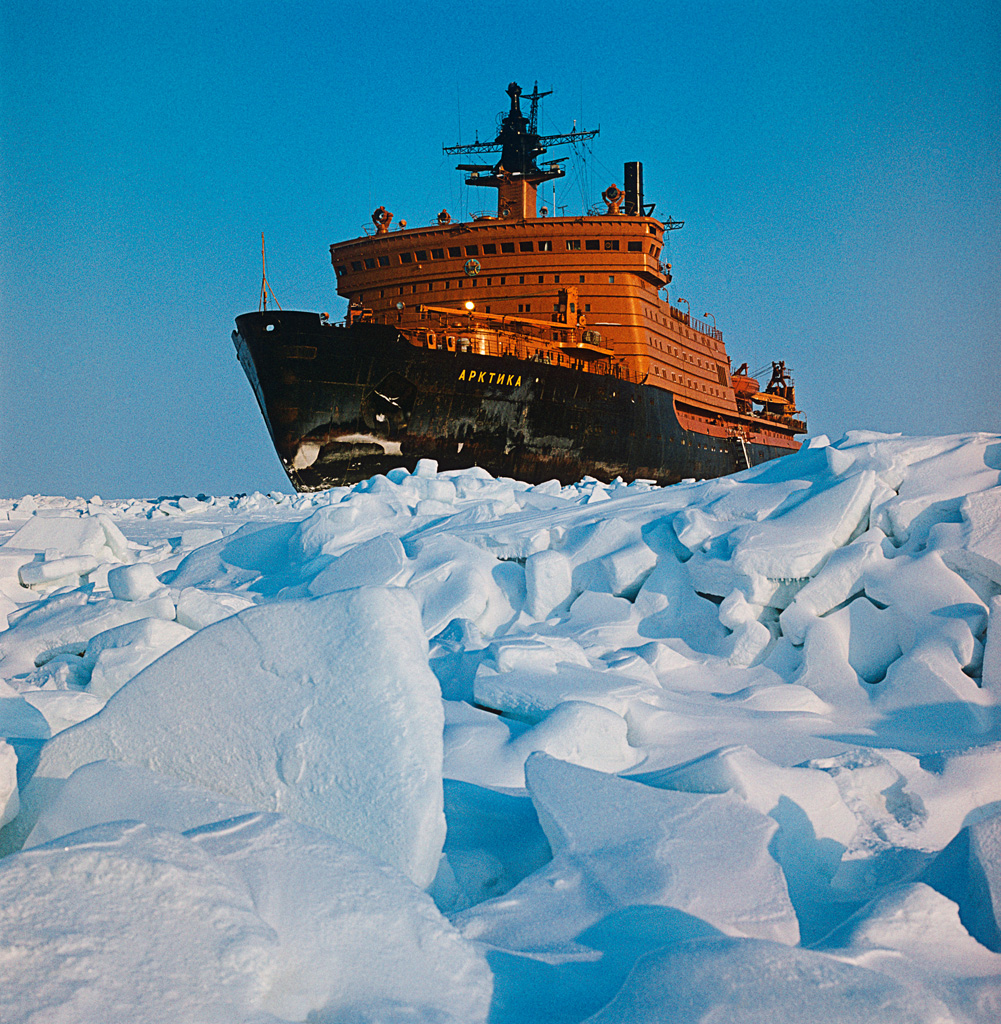
Атомный ледокол «Арктика», достигший Северного полюса в 1977 году

17 августа 1977 года советский атомный ледокол «Арктика», капитаном которого являлся Юрий Сергеевич Кучиев, впервые в истории мореплавания достиг Северного полюса в надводном плавании. 7 сентября 1991 года впервые ледоколы с дизельной энергетической установкой в самостоятельном плавании достигли Северного полюса: немецкий ледокол «Polarstern» и шведский «Oden» c международными научными экспедициями на борту.
Первым человеком, достигшим Северного полюса в одиночку, в 1978 году стал японский путешественник Наоми Уэмура, преодолевший за 57 дней 725 км на собачьих упряжках, используя припасы, сбрасываемые с вертолёта. Его путешествие продолжалось с 7 марта по 1 мая 1978 года, а началось с о. Элсмир (Канада).
Первыми, кто добрался до Северного полюса на лыжах, стали участники советской экспедиции Дмитрия Шпаро, в которую также входили Юрий Хмелевский, Владимир Леденёв, Вадим Давыдов, Анатолий Мельников, Владимир Рахманов и Василий Шишкарёв. Их поход продолжался 77 дней, с 16 марта по 31 мая 1979 года. За это время они преодолели 1500 км.
Первой экспедицией, добравшейся до полюса без внешней поддержки (то есть без сбрасываемых с самолёта или вертолёта припасов), стала Международная полярная экспедиция Уилла Стигера в 1986 году. Экспедиция, в которую также входили Брент Бодди (англ. Brent Boddy), Энн Бэнкрофт, Ричард Вебер, Джофф Кэрролл (англ. Geoff Carroll) и Пол Шерк (англ. Paul Schurke), достигла Северного полюса на собачьих упряжках 2 мая 1986 года. Энн Бэнкрофт стала первой женщиной, совершившей поход до Северного полюса.
Первым, кто добрался до Северного полюса на лыжах и в одиночку, стал француз Жан-Луи Этьенн 11 мая 1986 года. Ему потребовалось 63 дня на это путешествие. Припасы ему сбрасывали с самолёта.
Первым человеком, достигшим Северного полюса на лыжах, в одиночку и без внешней поддержки, стал норвежец Борге Оусланд в 1994 году. 2 марта он вышел с мыса Арктический в архипелаге Северная Земля и 22 апреля 1994 года, спустя 52 дня, достиг Северного полюса.
Первым водолазом на дрейфующем льду Арктики был Юрий Георгиевич Пыркин сотрудник Физического факультета МГУ, совершившим погружение 31 декабря 1958 года на дрейфующей станции «СП-6». Погружения проводились для установки специального комплекса измерительной и регистрирующей аппаратуры для исследования дрейфа льдов и теплообмена в Центральном полярном бассейне. Это был первый случай проведения водолазных работ в Центральной Арктике. В этой экспедиции под лёд спускались не профессионалы-водолазы, а специалисты-геофизики. Во время экспедиции погружения проводились регулярно, несколькими сотрудниками, на глубины 10-15 метров, при температуре воздуха −40 ℃ и воды −1,8 ℃.
Обширные, планомерные подводные погружения в Центральной Арктике впервые выполнила группа Владимира Дмитриевича Грищенко, на «СП-18». 20 апреля 1967 года группа учёных из Арктического и Антарктического научно-исследовательского института совершила погружение в географической точке «Северный полюс». Погружения в ходе экспедиции проводились в основном на малые глубины, но так же был проведён один спуск на глубину 60 метров, погружение проводилось для ремонта акустической антенны.
В 1977 году на станции «Северный полюс-23» в течение пяти месяцев проводились подлёдные работы группой подводных исследований Арктического и Антарктического научно исследовательского института в составе: Владимира Грищенко, Геннадия Кадачигова, Николая Шестакова и Игоря Мельникова из Института океанологии АН СССР. Проводились наблюдения за формами подводного рельефа льда, процессами его образования и разрушения. Кроме того, подлёдные работы на «СП-23» были расширены за счёт подводных киносъёмок. Также 8 сентября 1977 года подо льдом в качестве эксперимента был установлен подводный дом пневматической конструкции «Спрут».
6 мая 1989 года путешественник Фёдор Конюхов впервые доставляет Знамя Мира на Северный полюс в составе экспедиции «Арктика-89» под руководством В. Чукова.
22 апреля 1998 года российский спасатель и дайвер Андрей Рожков предпринял попытку погружения на Северном полюсе с аквалангом. Он пытался достичь глубины 50 метров, однако погиб в ходе погружения. На следующий год, 24 апреля 1999 года, международная команда дайверов в составе Майкла Вольфа (Австрия), Бретта Кормика (англ. Brett Cormick) (Великобритания) и Боба Васса (англ. Bob Wass) (США) совершила удачное погружение на Северном полюсе с аквалангом.

### XXI век
В последние годы путешествие на Северный полюс на ледоколах и самолётах стало довольно обыденным, хотя и дорогостоящим для туристов, и предлагается желающим несколькими туристическими компаниями в России и за рубежом. Самым молодым туристом, побывавшим на Северном полюсе, на сегодняшний день считается 8-летняя Алисия Хемплеман-Адамс (Великобритания), а самым пожилым — 89-летняя Дороти Давенхилл Хирш (англ. Dorothy Davenhill Hirsch) (США). C 2002 года на Северном полюсе ежегодно проводится международный марафон.
Согласно данным «Российской газеты», к 19 сентября 2007 года на полюсе побывало 66 ледоколов и специальных судов ледового класса, из которых 54 были под советским и российским флагом, четыре раза здесь работал шведский ледокол Oden, один раз канадский ледокол Louis S. St Laurent, три раза германский Polarstern, три раза американские ледоколы Healy и Polar Sea и норвежское буровое судно Vidar Viking.
2 августа 2007 года впервые было достигнуто океанское дно Северного полюса двумя глубоководными аппаратами «Мир», которые разместили на глубине 4 261 метр флаг России и взяли пробы грунта.
Первой экспедицией на Северный полюс во время полярной ночи стала экспедиция российских исследователей Матвея Шпаро и Бориса Смолина. Экспедиция началась 22 декабря 2007 года на мысе Арктический в архипелаге Северная Земля, а закончилась на Северном полюсе 14 марта 2008 года, за восемь дней до наступления полярного дня.
26 апреля 2009 года на северный полюс отправились семеро участников российской Морской ледовой автомобильной экспедиции (Василий Елагин, Афанасий Маковнев, Владимир Обиход, Сергей Ларин, Алексей Шкрабкин, Алексей Ушаков и Николай Никульшин) за 38 суток проехали 2033 км на автомобилях-амфибиях «Емеля-1» и «Емеля-2» от архипелага Северная Земля до Северного полюса. В 2013 году аналогичная экспедиция впервые пересекла Арктику на колёсных автомобилях, побывав на Северном полюсе и затратив на пересечение Северного Ледовитого океана 55 дней.

### Полёты над Северным полюсом

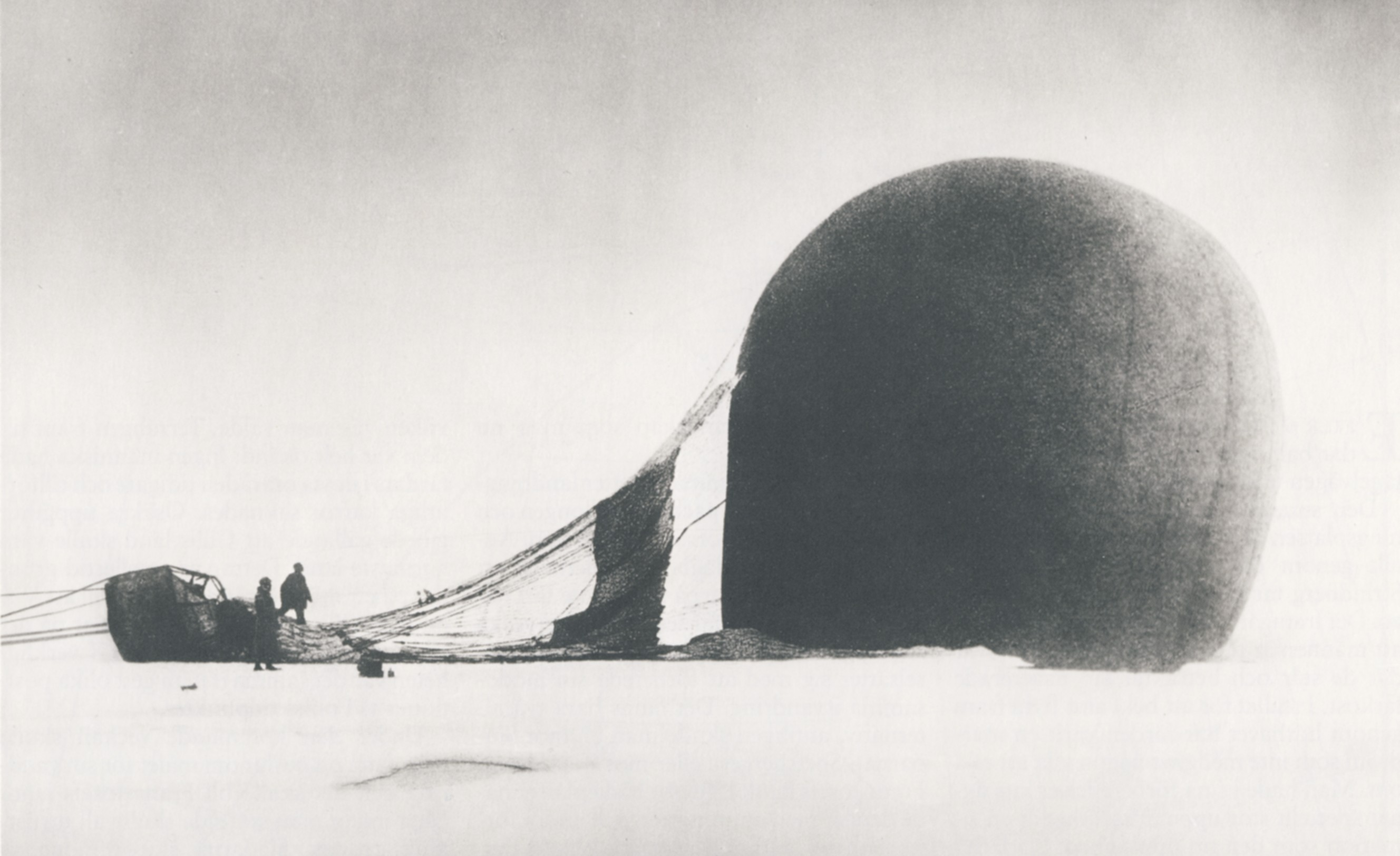
Потерпевший крушение на пути к Северному полюсу воздушный шар «Орёл» Саломона Андре (1897 год)

Первую документированную попытку проникнуть в воздушное пространство над Северным полюсом предприняли швед Саломон Андре и его два спутника — Нильс Стриндберг и Кнут Френкель. 11 июля 1897 года они отправились на воздушном шаре «Орёл» с острова Датский архипелага Шпицберген в сторону Северного полюса. Известно, что экспедиция преодолела 475 километров, из-за утечки водорода в воздушном шаре села 14 июля на льды, после чего была вынуждена отправиться обратно пешком. Им удалось добраться до острова Белый, где они и погибли. Известно об этом стало только в 1930 году, когда останки исследователей были случайно обнаружены.
21 мая 1925 года норвежец Руаль Амундсен с командой из шести человек попытался добраться до Северного полюса на двух гидросамолётах Dornier Do J N-24 и N-25. Однако и эта попытка не завершилась успехом — путешественники приземлились, израсходовав половину запасов топлива и достигнув 87° 43’ с. ш. (около 250 км до полюса). Следующие три недели команда занималась расчисткой ото льда взлётной полосы. Возвращаться им предстояло вшестером на одном самолёте, так как второй был повреждён. После нескольких неудачных попыток им, наконец, удалось взлететь и взять курс домой, где многие уже считали, что их экспедиция пропала навсегда.
9 мая 1926 года, за три дня до того, как Северного полюса достиг дирижабль «Норвегия», американец Ричард Бэрд вместе с пилотом Флойдом Беннеттом предпринял попытку достичь Северного полюса на самолёте Fokker F.VII. Они вылетели с аэродрома на о. Западный Шпицберген и вернулись туда же, заявив, что смогли первыми достигнуть полюса. Однако сразу же возникли сомнения в подлинности их достижения. В 1996 году в полётном журнале Бэрда были обнаружены стёртые, но всё ещё различимые данные, свидетельствовавшие о фальсификации Бэрдом данных, опубликованных официально. По мнению некоторых исследователей, преодолев 80 % пути до Северного полюса Бэрд был вынужден повернуть обратно из-за утечки масла в двигателе.

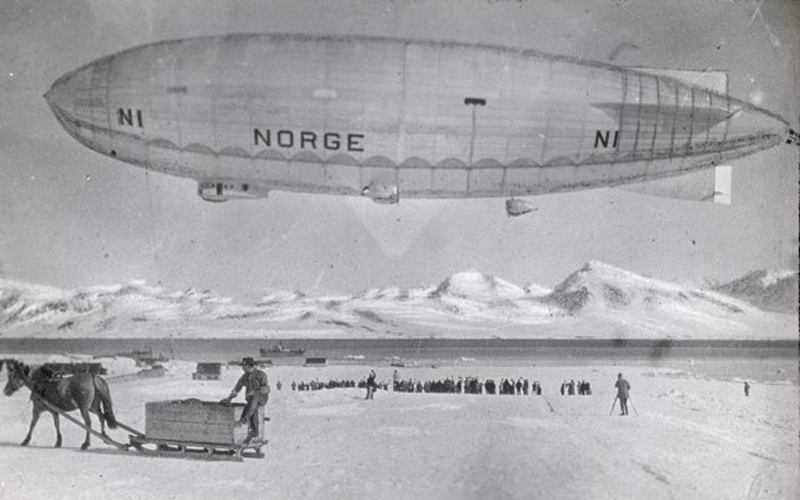
Дирижабль «Норвегия», достигший Северного полюса в 1926 году

Первой доказанной удачной попыткой полёта над Северным полюсом стала в 1926 году экспедиция Руаля Амундсена на дирижабле «Норвегия». В экспедиции было 16 участников, включая создателя и пилота дирижабля итальянца Умберто Нобиле, американского полярного исследователя и спонсора экспедиции Линкольна Эллсворта, полярного исследователя Оскара Вистинга, ставшего рулевым дирижабля, штурмана Яльмара Рисер-Ларсена, метеоролога Финна Мальмгрена и других исследователей, а также собака Нобиле по кличке Титина (Titina), ставшая талисманом экспедиции. Полёт начался на Шпицбергене, 12 мая 1926 года дирижабль достиг Северного полюса, откуда проследовал до Аляски.

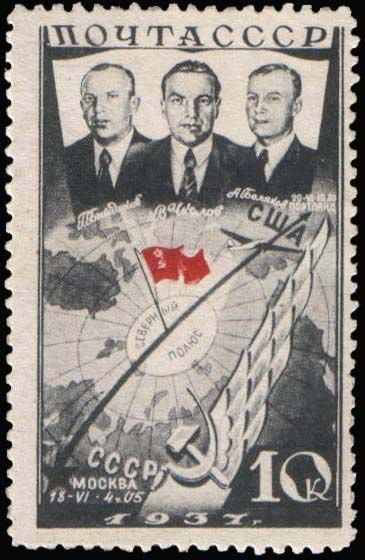
Байдуков, Беляков и Чкалов на марке Почты СССР, 1937 год: Перелёт СССР — США через Северный полюс

В 1928 году Умберто Нобиле предпринял ещё одну попытку полёта над Северным полюсом, на этот раз на дирижабле «Италия». 24 мая дирижабль достиг Северного полюса, но на обратном пути потерпел крушение. Из 16 участников экспедиции выжили только восемь, семерых из них спас советский ледокол «Красин».
3 августа 1935 года советский лётчик Сигизмунд Леваневский в команде со вторым пилотом Георгием Байдуковым и штурманом Виктором Левченко на одномоторном самолёте АНТ-25 предпринял попытку перелёта из Москвы в Сан-Франциско через Северный полюс. Из-за неполадок с маслопроводом полёт был прерван над Баренцевым морем. Самолёт приземлился на аэродроме Кречевицы в Новгородской области.
Первый полёт над Северным полюсом на самолёте совершил экипаж ледового разведчика КР-6 (АНТ-7) Н-166 под командованием Павла Головина в ходе экспедиции «Северный полюс-1». В состав экипажа входили: А. С. Волков — штурман, Н. Л. Кекушев, В. Д. Терентьев — бортмеханики. Вылетев из базы экспедиции на о. Рудольфа 5 мая 1937 года, в 16 часов 32 минуты, экипаж совершил разворот над точкой Полюса.
Валерий Чкалов совершил первый удачный межконтинентальный перелёт через Северный полюс на самолёте. 18 июня 1937 года он вылетел из Москвы на самолёте АНТ-25 в команде со вторым пилотом Георгием Байдуковым и штурманом Александром Беляковым. 20 июня, через 63 часа 16 минут полёта, преодолев 8504 км, их самолёт приземлился в г. Ванкувер (США). Месяц спустя (12—14 июля 1937 года) экипаж в составе командира Михаила Громова, второго пилота Андрея Юмашева и штурмана Сергея Данилина перелетел на АНТ-25 из Москвы через Северный полюс до г. Сан-Джасинто (Калифорния), преодолев за 62 часа 17 минут 10 148 км.
В настоящее время маршруты многих трансконтинентальных пассажирских полётов пролегают над Северным полюсом.

### Дрейфующие станции

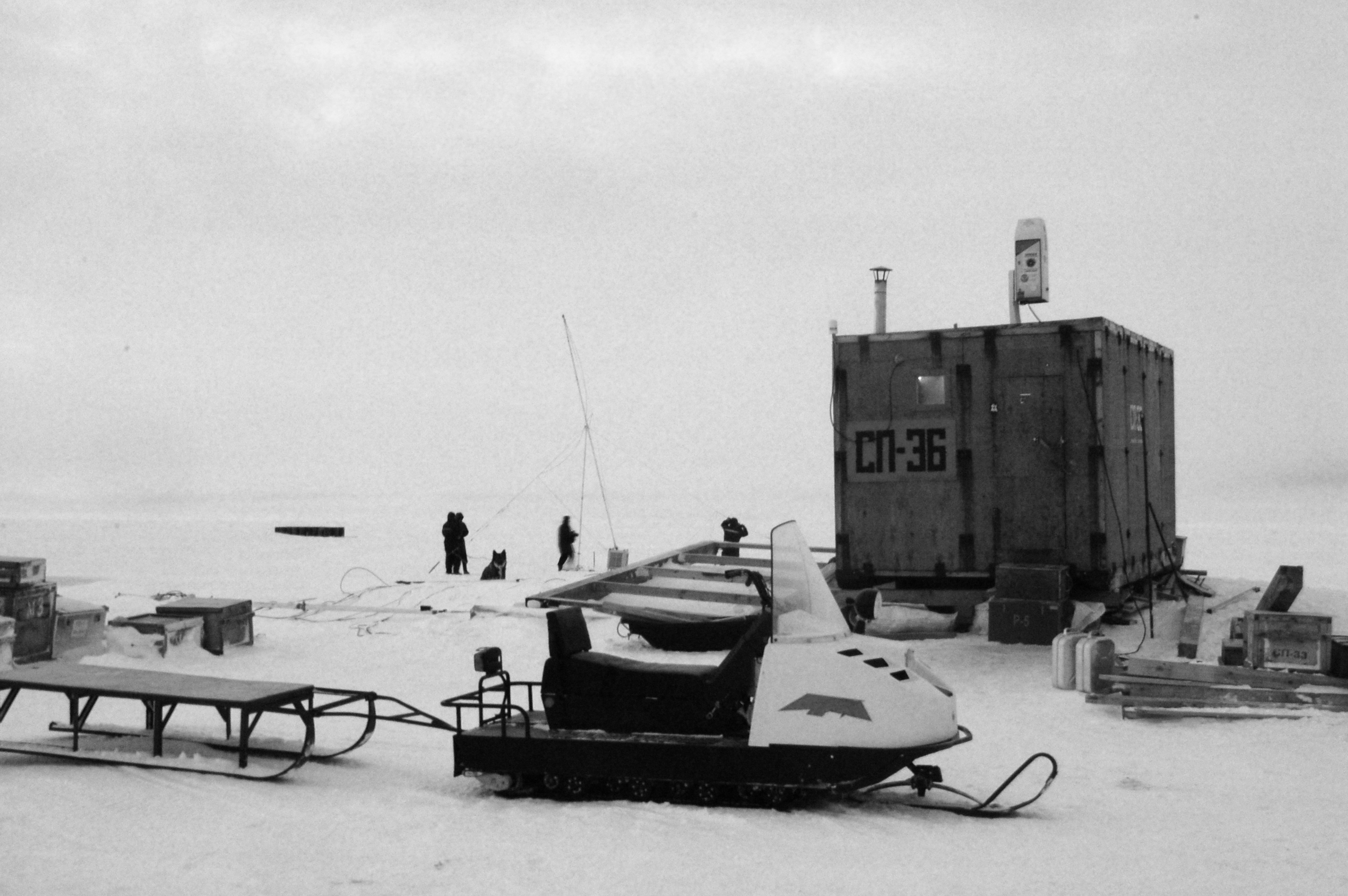
Полярная дрейфующая станция «Северный полюс-37» (2009 год)

Так как на Северном полюсе нет суши, то на нём невозможно создание постоянной полярной станции, как на Южном полюсе. Однако СССР, а позже Россия, начиная с 1937 года, создали более 30 дрейфующих станций, некоторые из которых проходили в ходе дрейфа через Северный полюс или очень близко к нему. Идея создания подобных станций принадлежала полярному исследователю Владимиру Визе.
Дрейфующие станции обычно функционируют от двух до трёх лет, пока льдина не приблизится к Гренландии. Иногда, в случае угрозы разрушения льдины, на которой размещена станция, её приходится эвакуировать досрочно. Смена полярников на станциях производится ежегодно. Обычный размер команды на современной дрейфующей станции — около 15 человек. За всю историю станций «Северный полюс» на них работало более 800 исследователей. Все дрейфующие станции организуются Арктическим и антарктическим научно-исследовательским институтом. С 1950 по 1991 годы в Арктике непрерывно работали по две, а порой и по три советских дрейфующих станции. Первая российская дрейфующая станция была открыта в апреле 2003 года.
Последней открытой, на сегодняшний день, дрейфующей станцией, является «Северный полюс-39» в составе 16 человек, созданная в октябре 2011 года.

## День и ночь
На Северном полюсе полярный день продолжается около 186 суток и 10 часов, приблизительно с 18 марта по 26 сентября или с 17 марта по 25 сентября, но фактически, вследствие рефракции света, день продолжается около 193 суток. Полярная ночь продолжается 178 суток и 14 часов, но фактически, вследствие той же рефракции света, — около 172 суток. Незадолго до дня весеннего равноденствия (20 или 21 марта) Солнце выходит из-за горизонта, затем в течение трёх месяцев поднимается с каждым днём всё выше, достигая наибольшей высоты в день летнего солнцестояния (20 или 21 июня). В течение следующих трёх месяцев Солнце опускается, пока не уйдёт за горизонт вскоре после дня осеннего равноденствия (22 или 23 сентября). В течение суток Солнце ходит по небосводу горизонтальными кругами, а точнее по пологой спирали. В течение 15—16 суток до восхода и после заката наблюдаются белые ночи. День и ночь на Северном полюсе сменяются только за счёт обращения Земли вокруг Солнца, а не вокруг своей оси.
Смена дня и ночи на Северном полюсе в течение года:
- 31 января — 18 февраля (19 суток) — астрономические сумерки (не видны самые слабые звёзды, склонение Солнца −17° ~ −12°)
- 19 февраля — 6 марта (17 суток) — навигационные сумерки (можно различить горизонт, склонение Солнца −11° ~ −6°)
- 7—17 марта (11 суток) — гражданские сумерки (белые ночи, видны самые крупные звёзды, склонение Солнца −5° ~ −1°)
- 19 марта — 24 сентября (190 суток) — полярный день, склонение Солнца больше −0,5°
- 26 сентября — 9 октября (14 суток) — гражданские сумерки (при полном отсутствии облачности можно читать и писать, работать без искусственного освещения, склонение Солнца −1° ~ −6°)
- 10 октября — 25 октября (16 суток) — навигационные сумерки (видны звёзды средней величины, можно отличить небо от земли, склонение Солнца −7° ~ −12°)
- 26 октября — 13 ноября (19 суток) — астрономические сумерки (солнечный свет не даёт увидеть самые слабые звёзды, склонение Солнца −13° ~ −18°).
- 14 ноября — 30 января (78 суток) — полная полярная ночь, в течение которой нельзя зафиксировать или увидеть малейшее количество солнечного света, склонение Солнца меньше −18°

Хотя полярная ночь продолжается 176 суток, но время, когда нельзя заметить никакого признака солнечного света в любой точке неба, длится менее 3 месяцев, меньше половины того времени, когда солнце находится под горизонтом.

## Время
В большинстве мест на Земле местное время определяется долготой. Таким образом, время дня определяется положением Солнца на небесной сфере (например, в полдень Солнце находится приблизительно на максимальном возвышении над горизонтом). Однако подобная система не работает на Северном полюсе, где Солнце встаёт и садится только раз в году, и все линии долготы сходятся в одной точке. Так как на Северном полюсе люди не проживают постоянно, то Северный полюс не был отнесён к какому-либо определённому часовому поясу. Полярные экспедиции используют любое время по своему усмотрению, например, среднее время по Гринвичу или стандартное время той страны, откуда они прибыли.

## Климат

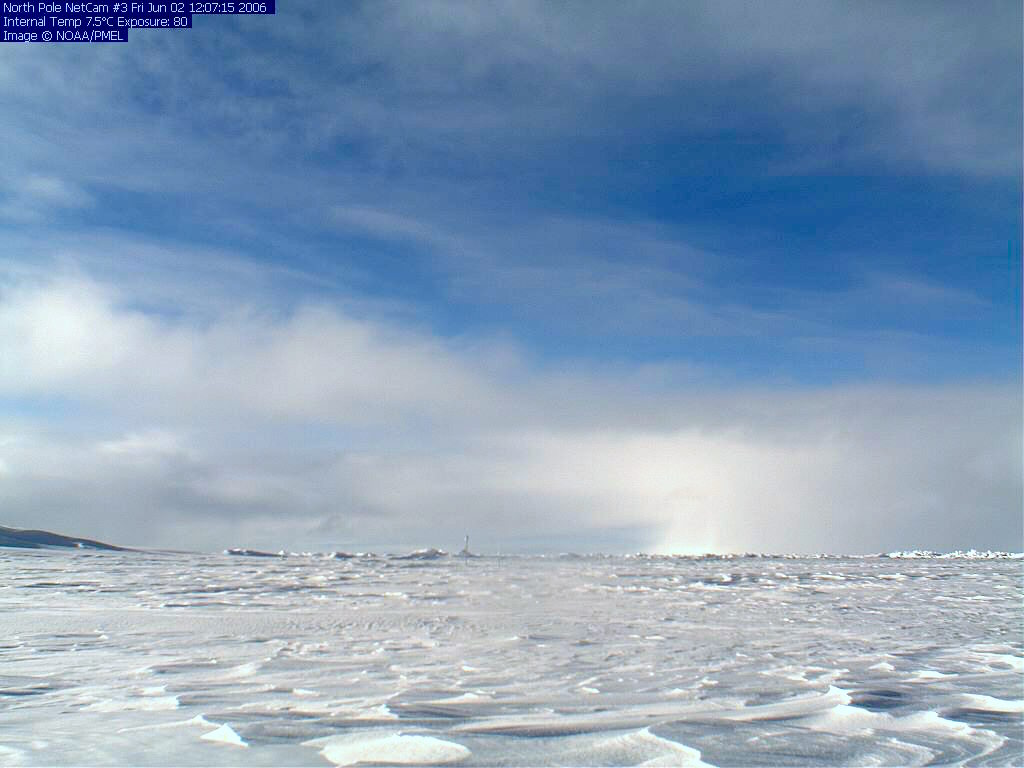
На Северном полюсе

Северный полюс значительно теплее, чем Южный полюс, потому что он находится на уровне моря в середине океана (который действует как хранилище тепла), а не на высоте в центре континента.
Зимняя температура на Северном полюсе колеблется от −43 °C до −26 °C, в среднем приблизительно −40 °C. Летняя температура колеблется около 0 °C, в отдельные дни повышаясь до + 2 °C. Самая высокая зафиксированная температура на Северном полюсе + 5 °C, что гораздо теплее самой высокой температуры на Южном полюсе −12,3 °C. Осадков в среднем за год выпадает в районе от 100 до 250 мм.
Толщина льда на Северном полюсе составляет обычно 2—3 метра, хотя бывают значительные изменения. Территория океана, покрываемая льдами, летом почти в два раза меньше, чем зимой. Иногда, из-за передвижений масс льда, на Северном полюсе обнажается поверхность океана. Исследования показали, что площадь покрытия и средняя толщина льда в Арктике уменьшились в последние десятилетия, что многие связывают с последствиями глобального потепления. В сентябре 2007 года на Северном полюсе был зафиксирован рекордно низкий уровень льда. Некоторые исследователи предсказывают, что через несколько десятилетий Северный Ледовитый океан будет полностью освобождаться ото льда на летние месяцы. Таяние льдов может привести со временем к повышению уровня моря и другим глобальным климатическим изменениям.

## Флора и фауна

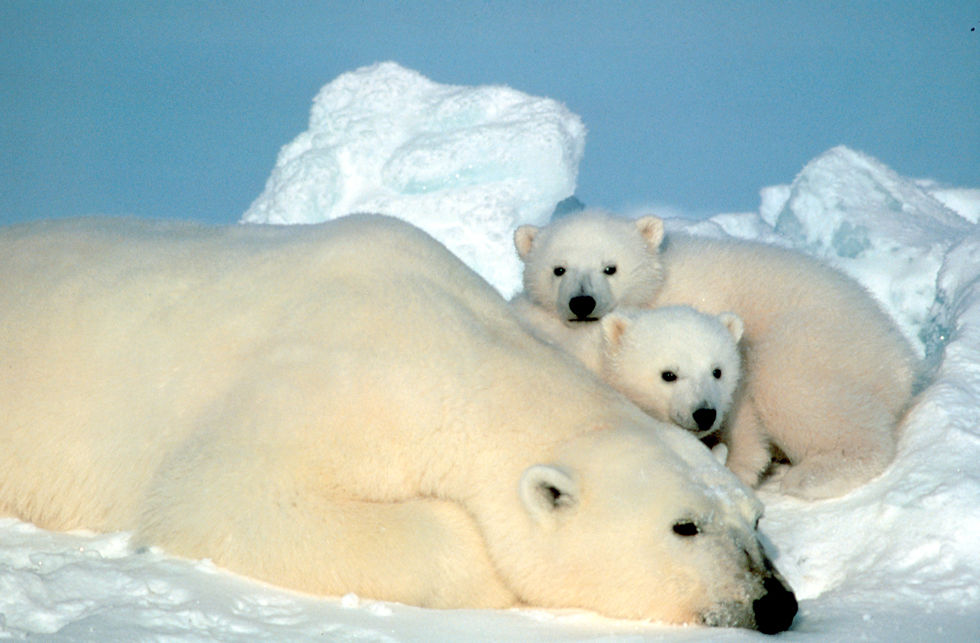
Белые медведи

Хотя считается, что белые медведи из-за недостатка пищи редко забредают за 82° с. ш., но их следы были обнаружены в окрестностях Северного полюса, а экспедиция «Гринпис» в 2006 году сообщила о белом медведе, замеченном в полутора километрах от полюса. Кольчатая нерпа также была замечена на Северном полюсе (в 1992 году), а песца видели в 60 км от него.
На Северном полюсе или в непосредственной близости от него замечали некоторых птиц: пуночку (1987), глупыша (1991, 1992, 2001) и обыкновенную моевку (1992). Хотя, возможно, птицы залетали в этот район вслед за ледоколами, охотясь на рыбу в кильватере судна.
В водах Северного полюса замечали небольших (5—8 см) рыб. Участники экспедиции Арктика-2007 в ходе погружения на Северном полюсе обнаружили на океанском дне актиний, офиур, креветок, морских лилий и водоросли.

## Территориальная принадлежность

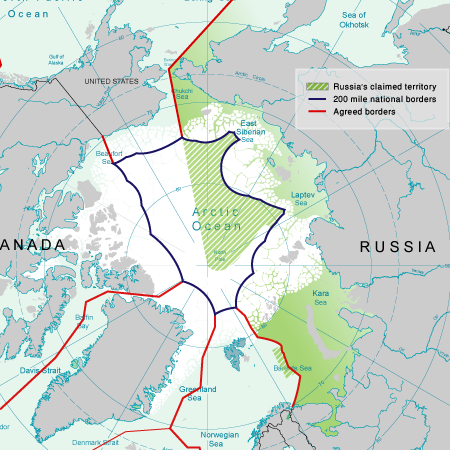
Территориальные претензии России в Арктике

Согласно международному праву, Северный полюс и прилегающий к нему регион Северного Ледовитого океана в настоящее время не принадлежат ни одной стране. Пять окружающих этот регион арктических стран — Россия, Канада, Норвегия, Дания (через Гренландию) и США — обладают правами на 370-километровую исключительную экономическую зону у своих берегов, а территория за ней находится в ведении агентства ООН International Seabed Authority.
После ратификации Конвенции ООН по морскому праву страны имеют десятилетний период на предъявление требований по расширению своей 370-километровой зоны. Страны, ратифицировавшие конвенцию (Норвегия в 1996 году, Россия в 1997 году, Канада в 2003 году и Дания в 2004 году), уже запустили проекты для обоснования своих претензий о принадлежности некоторых секторов Арктики к их территории.
В 1907 году Канада заявляла о «секторальном принципе» для признания суверенитета над сектором, простирающимся от её берегов до Северного полюса. Хотя от этого принципа не отказались, но также не было активных попыток добиться его утверждения.

## Астрономические особенности

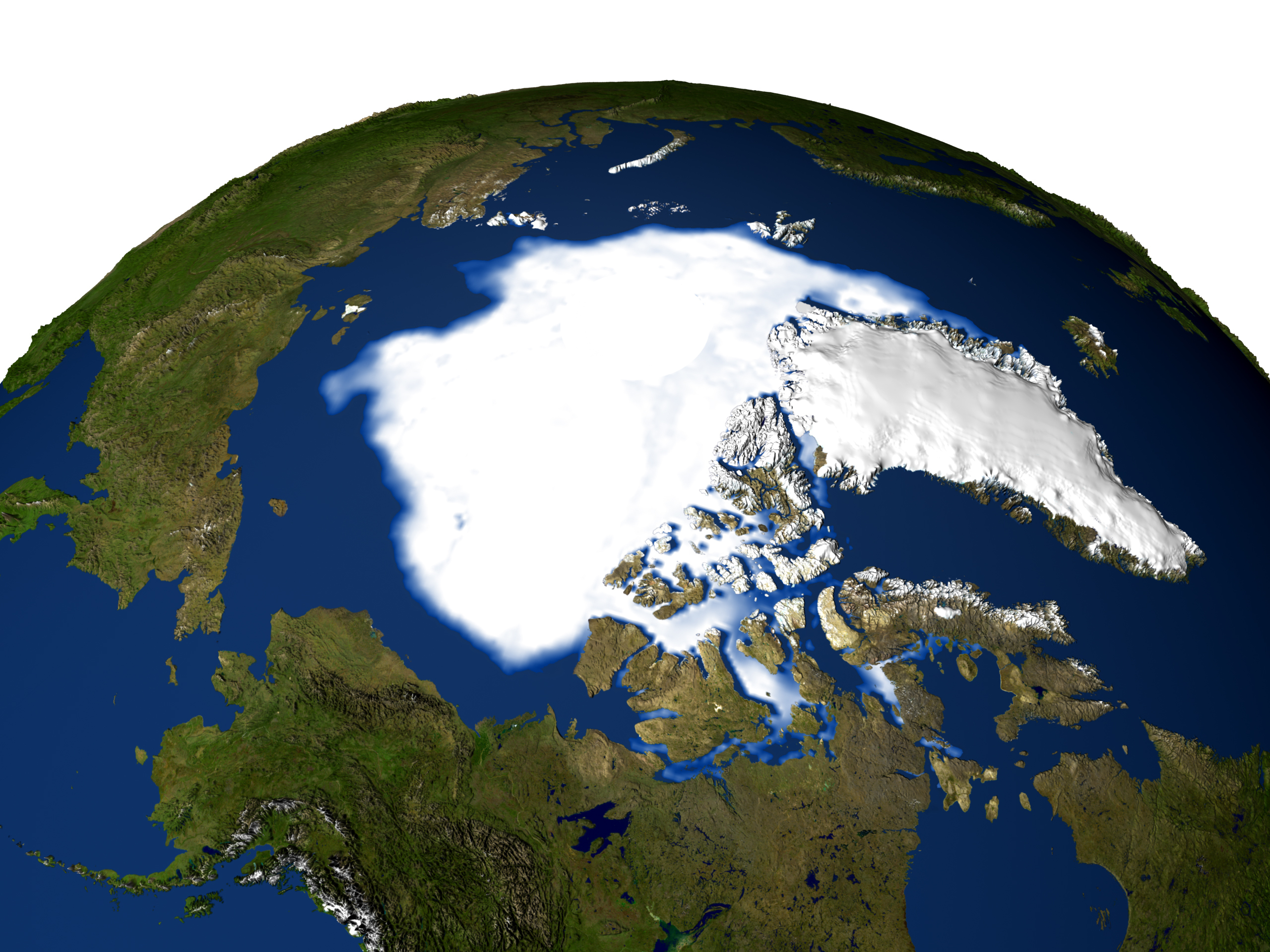
Вид Северного полюса

- Максимальная высота Солнца над горизонтом на Северном полюсе не превышает склонения Солнца в день летнего солнцестояния: ≈23°26′,что чуть более четверти зенита. Это относительно немного, примерно на такой высоте Солнце находится на широте Москвы в полдень 21 февраля или 21 октября[77].
- Видимое движение Луны по небосводу на полюсе напоминает таковое для Солнца с той разницей, что полный цикл занимает не год, а тропический месяц (приблизительно 27,32 суток). Луна выходит из-под горизонта, в течение недели по пологой спиральной траектории поднимается до высшей точки, в течение следующей недели опускается, а затем почти две недели находится под горизонтом[78]. Наибольшая возможная высота Луны над горизонтом на полюсе равна 28°43′.
- Видимая фаза Луны на Северном полюсе зависит от времени года:

- Зимой Луна восходит в первой четверти, проходит высшую точку в полнолуние и заходит в последней четверти.
- Весной Луна восходит в новолуние (рядом с Солнцем), проходит высшую точку в первой четверти и заходит в полнолуние.
- Летом Луна восходит в последней четверти, проходит высшую точку в новолуние и заходит в первой четверти.
- Осенью Луна восходит в полнолуние, проходит высшую точку в последней четверти и заходит в новолуние.

- Небесный экватор на Северном полюсе совпадает с линией горизонта. Все звёзды к северу от небесного экватора не заходят, а все южные — не восходят, так как нет изменений высоты звёзд над горизонтом. В зените находится Полярная звезда (а точнее — Северный полюс мира), в надире — Южный полюс мира. Высота звёзд над горизонтом постоянна и равна их склонению (если пренебречь рефракцией)[77]. То же самое, — за исключением постоянства, — относится и к высоте Солнца, Луны и планет, — их высота над горизонтом численно равна величине их склонения в данный момент времени.